# Verkatten
Verkatten bezeichnet als seemännischer Begriff eine besondere Anordnung des Ankergeschirrs. Das Verfahren wird oft in der Fachliteratur erwähnt und in Segelschulen gelehrt, ist jedoch mangels korrekter Durchführbarkeit von höchstens theoretischem Wert.
Bei schlechtem Ankergrund oder einer Legerwall-Situation (Ankern vor einer Küste mit auflandigem Wind) gibt es Möglichkeiten zur Erhöhung der Haltekraft des Ankergeschirrs.
Verkatten bedeutet hier, am Hauptanker des Schiffes einen weiteren (meist kleineren) Anker zu befestigen. Der kleinere Anker wird zuerst fallengelassen und sollte vom Hauptanker etwas mehr als eine Wassertiefe entfernt sein. Danach wird der Hauptanker fallengelassen. Nun kann sich die Zugkraft des Schiffes zum einen auf beide Anker verteilen, zum anderen ist das Schiff bei Ausbrechen eines Ankers weiterhin durch den zweiten gesichert.

## Kommentar zur Theorie
In der Praxis der Schifffahrt findet dieses Verfahren heute keine Beachtung und wurde wahrscheinlich niemals erfolgreich angewandt, da die Handhabung einer Ankerkette mit zwei Ankern problematisch ist und nur möglich ist, wenn das Geschirr leicht genug ist, um mit der Hand geführt zu werden. Außerdem kann das Ziel der erhöhten Sicherheit und Haltekraft in der Praxis kaum erreicht werden, da sich eine Verteilung der Last auf beide Anker nur dann einstellt, wenn beide Anker in Zugrichtung vorgespannt und eingegraben hintereinander liegen. Bei Wind, Strömung und Seegang ist dies aber nicht gegeben.
Bei zwei Ankern hintereinander an einer Kette wird sich in der Regel nur einer eingraben, da der andere in dem Moment kraft- und bewegungslos wird und sein eigenes Eingraben beenden muss. Der zweite kann sich erst eingraben, wenn der erste versagt. Dies ist äußerst gefährlich, da in der aktuellen Überlastsituation beide Anker nicht greifen. Ob, wann und welcher Anker sich wieder eingräbt, ist ungewiss. Zudem wird die Erfolgschance durch Wechselwirkung verringert. Der erste Anker kann durch den nachgeschleppten zweiten nicht frei pendeln, um sich eine weiche Stelle zum Eingraben zu suchen, während der zweite in der aufgewühlten Furche des ersten hinterherschleift.
Die Verwendung von einem großen und einem kleinen Anker verschlechtert die Sicherheitslage von vornherein. Dass der noch nicht eingegrabene Zweitanker den im Moment versagenden Hauptanker ersetzt, ist unwahrscheinlich. Zu hoffen, dass der noch nicht eingegrabene Hauptanker den zunächst haltenden Zweitanker bei dessen Versagen durch spontanes Eingraben ersetzt, ist grob fahrlässig.
Hinzu kommt, dass bei Versagen der Kette gleich beide Anker und wahrscheinlich auch das Schiff verloren sind, es sei denn, man hat noch ein weiteres Ankergeschirr klarliegen, das zudem noch besser hält als das erste.

## Verkatten heute
Für das sichere und langfristige Verankern von schwimmenden Objekten wie Feuerschiffen oder Bohrplattformen ist Verkatten jedoch das übliche Verfahren. Dabei werden jeweils zwei gleiche bis zu 100 Tonnen schwere moderne Plattenanker (Danforth, Bruce, Delta, o. ä.) über eine kurze Verbindungskette (ca. fünf Ankerlängen) hintereinander auf den Meeresgrund gelegt. Mit großen Schleppern werden beide Anker, von Tauchern oder Kameras überwacht, in den Grund gezogen und gleichzeitig mit Pumpen eingespült. Üblicherweise liegen die Anker dann mit Vorspannung mehrere Meter tief im Grund und entwickeln bis zu fünfzigmal größere Haltekraft bei konstanter Zugrichtung, als sie dies als Einzelanker auf dem Grund liegend bei leicht wechselnder Zugrichtung täten. Daher lohnt sich der Aufwand.

## Seemannschaft
Nach Ansicht des Weltumseglers Wolfgang Hausner stellt das Verkatten in der seemannschaftlichen Fachliteratur eine Art Running Gag dar, da es sich kein Autor leisten kann, diese virtuose Ankertechnik nicht zu erwähnen, als Hohe Schule zu preisen und mangels eigener praktischer Erfolgserlebnisse von einem früheren Autor abzuschreiben. Das Publikum würde ein solches Buch für unvollständig und unseriös halten. Gleiches gilt für die Dimensionierungsempfehlungen des Ankergeschirrs. Obwohl eine moderne Kombination aus 6 mm Kettenvorlauf und 10 mm Polyamid Trosse einer gleich langen Paarung aus 6 mm Kette und 16 mm (entspricht 2 Zoll Umfang) Naturfasertrosse von 1900 in allen Belangen überlegen ist, ist die empfohlene Trossenstärke seit Kaisers Zeiten konstant, aber nun mit hochfestem Polyamid. Kein Autor will sich nachsagen lassen, er mache unsichere Empfehlungen oder rate zu „viel hilft viel“.
Praktikable Zweiankertechniken sind jedoch:
- Vermuren: Zwei gleichwertige Anker liegen sich in relativ weitem Abstand gegenüber, die Ketten/Trossen werden in der Mitte verbunden und gemeinsam am Schiff befestigt. Geeignet für wechselnde Zugrichtungen und wenig Platz oder steilen Untergrund.

- Warpanker: Ein zweiter, ggf. kleinerer Anker wird ca. 60° seitlich zum Hauptanker ausgebracht und dann soweit dichtgeholt, dass das Schiff nicht mehr um den Hauptanker schwojt (pendelt). Das Verfahren ist geeignet für unstetigen Wind und Strom um eine Hauptrichtung.

- Zwei Anker: Zwei gleichwertige Anker werden ca. 30° zur Hauptlastrichtung so ausgebracht, dass beide Anker im Wesentlichen gleichmäßig tragen und nur bei Winddrehern asymmetrisch belastet werden, aber belastet bleiben. Für auffrischenden Wind aus bekannter Richtung.